# Provinces de l'Union

Territoires contrôlés par les protestants lors des guerres de Religion (1562-1598) sur les frontières en 1685.
huguenots (calvinistes/réformés)
zone contestée
catholiques
luthériens (Alsace et Moselle)

Les Provinces de l'Union (1573-1589), également appelées Provinces-Unies du Midi par certains historiens, sont une structure confédérale de communautés locales protestantes durant les guerres de religion dans le sud de la France au XVIe siècle. L'Union rassemble les provinces du Poitou, du Languedoc, de la Provence, du Dauphiné et du Massif central. Les Provinces de l'Union perdent leur raison d'exister après l'accession au trône de France de leur protecteur Henri IV en 1589.

## Histoire

### Contexte
Après le massacre de la Saint-Barthélemy de 1572, la France plonge dans la quatrième guerre de religion. Le massacre de la Saint-Barthélemy a creusé un fossé entre le pouvoir royal et les protestants. Le parti protestant qui n'a plus foi dans le roi s'organise encore plus fortement que par le passé.
En décembre 1573, une assemblée politique de huguenots se tient à Millau et élabore un « règlement », « sorte de constitution prévoyant pour les réformés une structure confédérale ». En juillet 1574, l'Assemblée de Millau choisit le prince protestant Henri de Condé comme « gouverneur général et protecteur », puis le gouverneur du Languedoc et futur Duc de Montmorency Henri de Montmorency-Damville jusqu’à son ralliement au roi Henri III en 1577, et enfin Henri de Navarre, qui hérite du trône de France en 1589 sous le nom de Henri IV.

### Institutions créées
Les Provinces de l'Union se présentent sous la forme d'une structure confédérale basée sur trois niveaux : les villes, les provinces et l'Union des provinces. Les institutions créées sont pour chaque niveau :
- Dans chaque ville : un « majeur » élu et deux assemblées (Conseil des vingt-quatre et Assemblée des soixante-quinze)
- Dans chaque province : une Assemblée provinciale réunie tous les trois mois, élue par les villes et les villages
- Au niveau de l'Union : une Assemblée générale réunie tous les six mois, qui fait la loi, décide de la guerre et de la paix et vote les impôts

Ces institutions trahissent une hostilité au pouvoir absolu incarné par Charles IX et montrent une préférence pour l'autonomie des pouvoirs locaux selon le principe de subsidiarité.

## Débats historiographiques

### Provinces-Unies ou Provinces de l'Union
L'expression « Provinces-Unies du Midi » est utilisée pour la première fois par l'historien Jean Delumeau en 1965, par analogie avec la situation néerlandaise qui donna naissance aux Provinces-Unies. L'expression fut reprise et popularisée par Janine Garrisson en 1980.
Arlette Jouanna récuse cette appellation et prône celle de Provinces de l'Union « pour deux raisons : d'abord parce que c'est le nom utilisé par les artisans de cette structure ; ensuite parce que l'expression « Provinces-Unies du Midi » risque de faire naître une confusion, analogie avec les Provinces-Unies du Nord : faire croire qu'il s'agit d'une sécession et d'une république. Or ce n'est ni l'un, ni l'autre ».

### Une tentative sécessionniste?
Les Provinces de l'Union ont parfois été décrites comme une tentative de constituer en France un État huguenot, une république indépendante du royaume de France à la manière de ce que les Néerlandais ont fait par la suite en 1581 en se séparant des Pays-Bas espagnols.
Or, la lecture du règlement de 1573 fait apparaître que l'assemblée n'avait « d'autre but que la gloire de Dieu, l'avancement du règne du Christ, le bien et le service de cette couronne et le commun repos du royaume ». En 1574, l'assemblée ajoute  : « jamais ne leur est entré au cœur de [...] se soustraire, licencier ou délivrer indignement de l'obéissance qu'ils doivent comme vrais et naturels sujets de cette couronne à leur vrai et naturel roi ». Arlette Jouanna conclut donc que cela « témoigne peut-être de l'existence d'une tentation antérieure de sécession, contemporaine du siège de La Rochelle ; mais cette tentation, si elle a existé, a été éphémère ».